# جب فرج كبير
جب فرج كبير  قرية سوريّة تتبع إداريّاً لمحافظة حلب منطقة عين العرب ناحية مركز شيوخ تحتاني، بلغ تعداد سكانها 2,842 نسمة حسب التعداد السكاني لعام 2004. قرية جب الفرج تسكنها غالبية عربية والقليل من الكرد لكن في حرب 2014 تم تهجير العرب من قبل حزب ppk الارهابي وغالبية السكان الان تسكن في منطقة جرابلس ومنبج